# Антипригарное покрытие

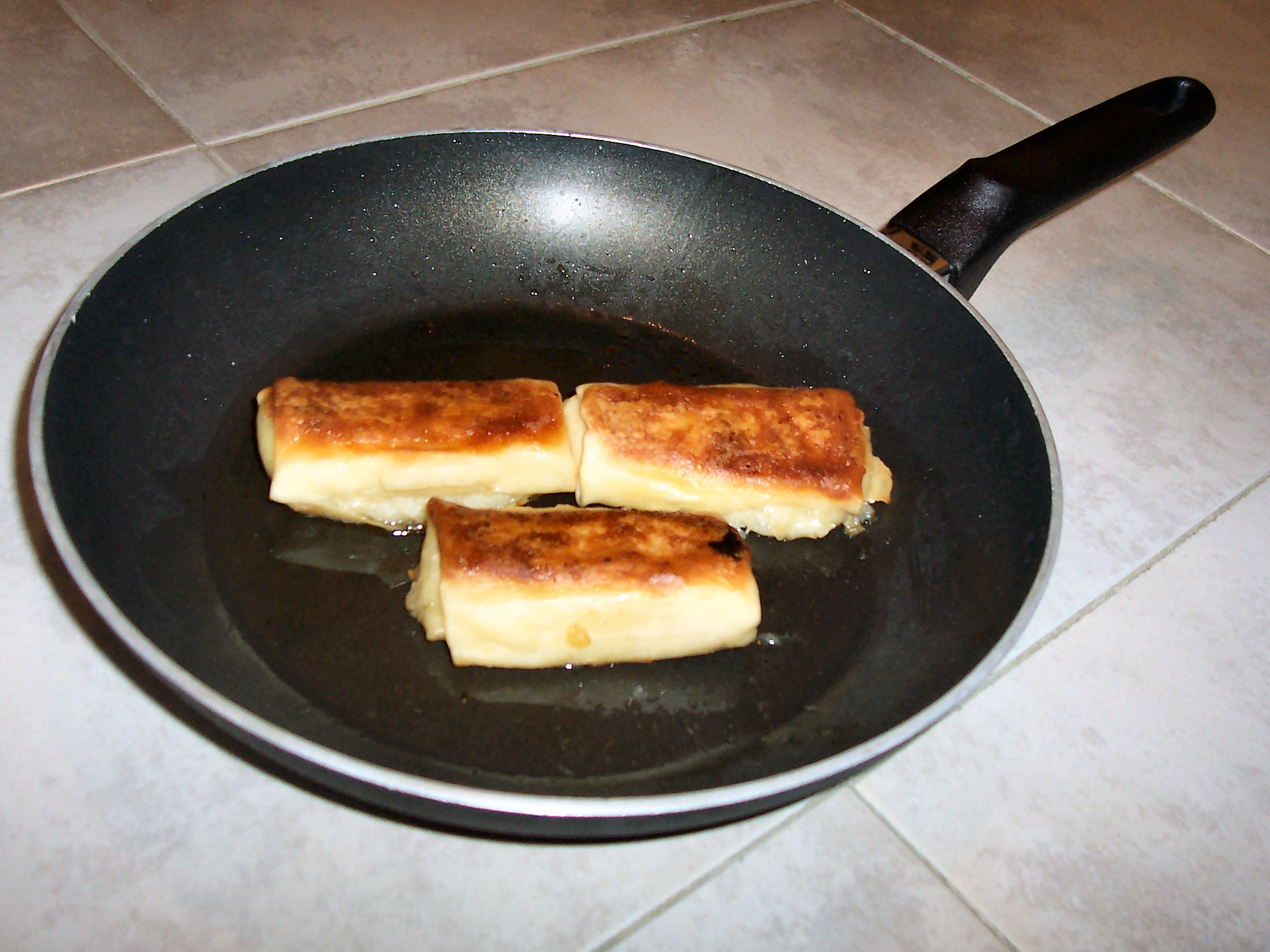
Пища на сковороде с антипригарным покрытием

Антипригарное покрытие — покрытие, предназначенное уменьшить прилипание к защищаемой им поверхности. Антипригарное покрытие на посуде — основная ниша использования антипригарных покрытий, позволяет обжаривать продукты без какого-либо прилипания в процессе жарки. Антипригарные покрытия часто называют «тефлоновым покрытием», так как основной материал таких покрытий — политетрафторэтилен, торговая марка которого — «Тефлон». По составу также могут состоять не из силиконов, а анодированного алюминия, керамики.

## История

### Древняя Греция
Микенская цивилизация возможно уже имела технологию создания антипригарных поверхностей для изготовления хлеба более 3000 лет назад. Микенские гридли имели две стороны — гладкую и покрытую мельчайшими отверстиями (углублениями). Хлеб, возможно, выпекался на поверхности с отверстиями. Так как тесто достаточно липкое, отверстия помогали удерживать масло, предохраняя его от пригорания.

### Современность
Современные антипригарные сковороды покрываются тефлоном (политетрафторэтиленом (ПТФЭ, Фторопласт-4)). Политетрафторэтилен был изобретен случайно Роем Планкеттом в 1938 во время работы на совместном с DuPont предприятием. Открытое вещество обладало рядом уникальных свойств — очень хорошей химической стойкостью и самым низким из известных коэффициентом трения. Первым применением для политетрафторэтилена было изготовление уплотнителей, стойких к воздействию гексафторида урана, газа, используемого в процессе обогащения при создании атомной бомбы во время Второй мировой войны. По этой причине соединения поначалу было засекречено. Компания DuPont зарегистрировала торговую марку «Teflon» в 1944 году и планировала послевоенное коммерческое применение соединения.
В 1951 году DuPont разрабатывала решения для промышленных производств хлеба и печенья. Компания избегала потребительского рынка из-за опасения проблем, которые могут быть вызваны выделением токсичного газа от посуды, перегретой на огне в плохо проветриваемых помещениях. Во время работы на DuPont выпускника политехнического института Нью-Йоркского университета Джона Гилберта попросили опробовать новый материал — тефлон. Его эксперименты по покрытию фторполимерами сковород, кастрюль позволили совершить революцию в антипригарной посуде.
Несколькими годами спустя французский инженер начал покрывать тефлоном свои рыболовные снасти, чтобы предотвратить их спутывание. Его жена Колетта предложила, используя эту технологию, покрыть её сковороды. Опыт оказался очень удачным, и француз зарегистрировал патент на технологию в 1954. Компания Tefal была образована в 1956 для производства сковород с антипригарным покрытием.
Не все антипригарные покрытия используют тефлон, другие материалы также стали доступны. Так, например, смесь титана и керамики может быть нанесена на поверхность сковороды и запечена при температуре 2000 °C для формирования керамического антипригарного покрытия.

## Полимерные покрытия
Политетрафторэтилен (ПТФЭ) - синтетический фторполимер, используемый во многих отраслях, включая антипригарные и скользящие покрытия. Тефлон — торговая марка для политетрафторэтилена — стала во многом нарицательной и часто используется как синоним политетрафторэтилена. Для производства антипригарных покрытий из ПТФЭ часто используют Перфтороктановую кислоту (ПФОК, англ. Perfluorooctanoic acid, PFOA, C8) — перфторированная октановая кислота, которая является канцерогеном, хотя сам ПТФЭ химически и биологически инертен. Металлическая поверхность для нанесения покрытия обрабатывается до шершавости (так как адгезия к покрытию незначительна, то и само покрытие на подложку приклеить проблематично, поэтому поверхность делают шершавой, и покрытие держится за неровности поверхности механически). Затем на поверхность наносят покрытие, слой за слоем, обычно от одного до семи. Количество слоев и качество материалов влияют на качество и долговечность антипригарного покрытия. Качественные покрытия служат дольше и не отслаиваются хлопьями. Любые покрытия на базе политетрафторэтилена быстро теряют свои свойства при перегреве. Поэтому производители рекомендуют не превышать рабочую температуру изделия, обычно 260 °C.

### Влияние на здоровье
Когда сковорода нагрета до температуры выше 315 °C, покрытие из политетрафторэтилена начинает смягчаться с выделением паров и производных продуктов, потенциально опасных для птиц. Человек может испытывать симптомы, похожие на грипп, но что касается влияния на организм, то такие пары менее токсичны, чем испарения растительного или сливочного масел. Также, учеными не было найдено доказательств, что использование сковород с тефлоновым покрытием влечет за собой риск для человека. Тем не менее общественностью были высказаны опасения по поводу использования сковород с тефлоновым покрытием.
Процесс изготовления антипригарных покрытий из политетрафторэтилена раньше включал в себя использование перфтороктановой кислоты (PFOA) в качестве эмульгатора (которая практически полностью разрушалась на следующем этапе спекания покрытия). Перфтороктановая кислота — стойкий органический загрязнитель, представляющий опасность как для человека, так и для окружающей среды из-за его способности долго сохраняться. Проводятся исследования на тему связи перфтороктановая кислоты с некоторыми видами рака, но однозначных выводов пока не сделано. Агентство по охране окружающей среды США официально не классифицирует PFOA как канцерогенный и заключает, что "обычное использование домашней утвари не является поводом для беспокойства". Исследования показывают, что перфтороктановой кислота (PFOA) содержится в низких дозах практически везде и в крови каждого человека. Перфтороктановая кислота может проникнуть в организм человека большим количеством способов (например, через лыжный воск или ковровое покрытие), однако антипригарные покрытия не являются существенным фактором.
Несмотря на то, что долгосрочные эффекты на живые организмы все еще не изучены, в 2006 году восемь американских компаний, включая такого гиганта, как DuPont Co., согласились к 2015 году изменить технологический процесс производства тефлона для потребительских продуктов так, чтобы обеспечить невозможность высвобождения перфтороктановой кислоты в окружающую среду из готовых продуктов. Перфтороктановая кислота (PFOA) и несколько аналогичных, такие, как перфтороктансульфоновая кислота (PFOS), на данный момент не производятся на территории США, но используются в других странах.

## Использования и ограничения
Другие типы покрытий требуют использования некоторого количества масла для избежания прилипания пищи в процессе приготовления. Сковороды с антипригарным покрытием позволяют готовить с меньшим или даже нулевым количеством масла, их проще мыть и они удобнее в использовании.
Антипригарное покрытие очень мягкое, поэтому при применении таких сковород не рекомендуется использовать железные лопатки и скребки — они могут поцарапать и повредить покрытие. Пластик и дерево — более предпочтительные материалы для утвари, применяемой с посудой с антипригарным покрытием.